# کی الدریج
کی الدریج (انگلیسی: Kay Aldridge؛ ۹ ژوئیهٔ ۱۹۱۷ – ۱۲ ژانویهٔ ۱۹۹۵) یک هنرپیشه اهل ایالات متحده آمریکا بود.